# Poggio Bracciolini
Giovanni Francesco Poggio Bracciolini conegut usualment com a Poggio Bracciolini (Terranuova, província d'Arezzo, Itàlia, 11 de febrer de 1380 - Florència, Itàlia, 30 d'octubre de 1459) fou un humanista italià.

## Estudis

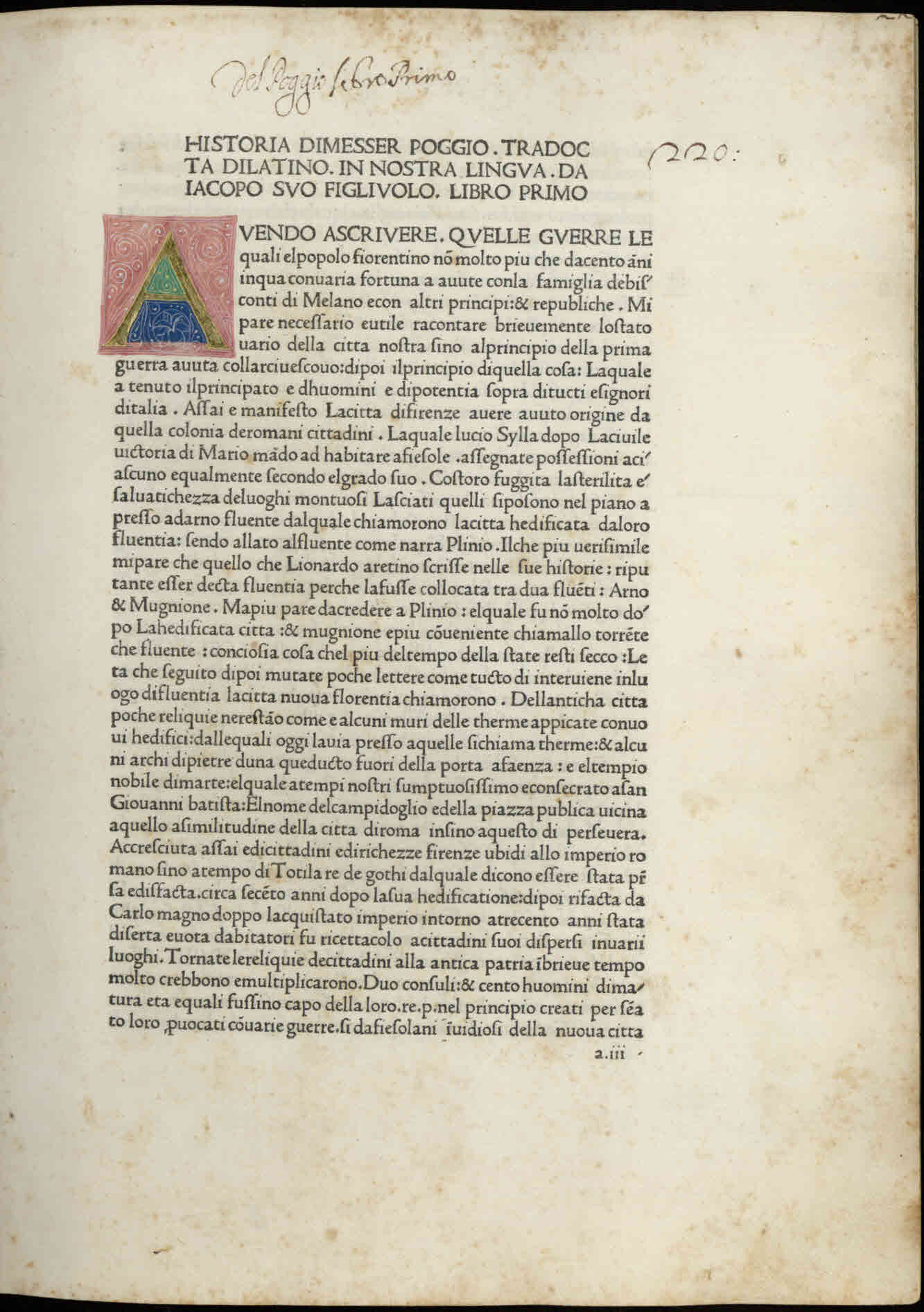
Historia Florentina, 1478

Inicia els seus primers estudis a Arezzo i als 18 anys es desplaça, amb la seva família, a Florència. Allí estudia llatí amb Giovanni Conversini de Ravenna i grec amb Manuel Crisolores.
El "librarius" i codicista florentí Vespasiano da Bisticci va ressaltar la bellíssima cal·ligrafia de Poggio, el qual treballà de copista de manuscrits antics per compte de Coluccio Salutati i de Leonardo Bruni, a fi de guanyar-se la vida. Fou Bruni qui l'incità a traslladar-se a Roma (1403, on exercí el càrrec de secretari del cardenal Landolfo Maramaldo.

## A Roma
Al cap de pocs mesos d'estar a Roma, i per recomanació de Coluccio Salutati, gran humanista i deixeble de Petrarca, és nomenat secretari apostòlic de la cúria romana. Aquest càrrec el mantindrà gairebé durant cinquanta anys, sota vuit papes, des dels Borja Bonifaci IX fins a Calixt III, passant pels papes pisans, o antipapes com Alexandre V o Joan XIII.

## Al Concili de Constança
El 1414 assisteix al Concili de Constança, com a secretari particular de Joan XIII, el qual fou deposat pel concili el 24 de maig de 1415. Sembla que aquesta circumstància, que el deixa temporalment sense feina, l'impulsa a iniciar el seu recorregut per monestirs propers a Constança, en el que ara és Suïssa, Alemanya i França, a la recerca de còdexs antics.

## Les descobertes de Bracciolini
En el seu periple pels monestirs Poggio rescatà o, segons algunes opinions, "furtà" moltes obres de l'antiguitat que a Itàlia feia temps es consideraven perdudes, tot i que a l'àrea germànica potser sí que se'n tenia notícia, com resulta de les cites d'autors medievals.
Així, el 1415 troba a Cluny les orationes de Ciceró Pro Murena i Pro Sexto Roscio.
Un any després, entre juny i juliol de 1418, juntament amb Cencio Rustici i Bartolomeo Aragazzi de Montepulciano va trobar a l'abadia de Sankt Gallen, actualment a Suïssa, les següents obres:
- Les Institutiones oratoriae de Quintilià (manuscrit íntegre)
- Els Argonautica de Valeri Flac (només tres llibres i mig)
- Un comentari de Asconius Pedianus a cinc orationes de Ciceró
- Un comentari anònim a les quatre Verrinae, de Ciceró
- El De ira Dei i De opificio hominis de Lactanci
- El De Architectura de Vitruvi

Tornà a Suïssa el 1417, amb Bartolomeo Aragazzi i a l'abadia de Sankt Gallen troben:
- L'Epitome rei militaris de Vegeci
- El De significatione verborum de Pompeu Fest

Al monestir benedictí de Fulda hi trobà:
- El De rerum natura de Lucreci, obra que es considerava perduda.[4]
- Els Astronomica de Marc Manili
- El De orthographia de Flavi Caper
- Punica de Sili Itàlic
- Les històries d'Ammià Marcel·lí
- Alguns escrits de Tertul·lià
- L'Ars de verbo d'Eutychius
- L'Ars minor de Probus

L'estiu de 1417 troba:
A Langres:
- L'oració Pro Caecina, de Ciceró

A la Catedral de Colònia, les oracions ciceronianes:
- Pro Roscio Commoedo
- De lege agraria
- Contra Rullum
- Pro Rabirio Postumo
- In Pisonem
- Pro Rabirio perduellonis reo

També troba, probablement en aquest recorregut de 1417:
- Les Silvae d'Estaci
- El De re rustica de Columella
- Un altre manuscrit íntegre de les Institutiones oratoriae de Quintilià

## Bracciolini i Valla
Poggio, tot i ser un dels màxims exponents de l'humanisme italià, no fou un filòleg impecable ni un exquisit dominador del llatí. Va mantenir dures i agres disputes i confrontacions amb l'altra gran figura de l'humanisme italià, Lorenzo Valla. La vituperatio personal entre ambdós humanistes es conté, bàsicament, en els Apòlegs de Valla i en les Invectives de Poggio, escrites entre els anys 1451 i 1454, en què ambdós coincidiren a la cort d'humanistes d'Alfons el Magnànim, a Nàpols.

## La grafia minúscula
Poggio destaca per la seva defensa i incentivació de l'ús de la grafia minúscula carolina, que havia caigut en desús i havia estat substituïda per la tipografia gòtica, menys clara.
En el procés de còpia dels manuscrits abans referits, Poggio i els altres humanistes s'entusiasmaren amb la grafia d'aquests, pensant fins i tot que era l'escriptura pròpia dels antics romans, si bé es tractava de l'escriptura minúscula carolina dels monjos i clergues dels segles IX a XII. Aquest retorn fou obra de Coluccio Salutati i de Poggio Bracciolini, i ha marcat l'escriptura i la tipografia fins als nostres dies.

## Estada a Anglaterra
Després del Concili de Constança Poggio se'n va a Anglaterra, amb el bisbe de Winchester, Beaufort, nomenat cardenal de Martí V, el primer papa conciliar, que posà fi al cisma. S'hi estigué des de 1418 fins a principis de 1423.

## Retorn a Itàlia
D'Anglaterra retornà a Itàlia, com a secretari apostòlic del papa Martí V. En aquesta època publicà una recerca, que es pot qualificar d'arqueològica, sobre les ruïnes de Roma.
El 1450 retornà a Terranuova per fugir d'una epidèmia de pesta i va escriure, en llatí, l'obra humorística titulada Facetiarum liber o Facetiae.
El 1453 anà a Florència, a redós dels Medici, i es dedicà a escriure una història d'aquesta ciutat. Allí morí el 30 d'octubre de 1459.

## Les obres de Poggio a les terres de parla catalana
Es tenen dades que mostren que les obres de Poggio, en especial les seves Facècies, van tenir difusió a les terres catalanes.
Un rastre es pot trobar, seguint les investigacions de Francesc de Borja Moll, en l'Espill, o Llibre de les Dones, de Jaume Roig, en el que aquest, al fer referència als entreteniments més o menys bullanguers i reprovables de la seva primera dona, diu que aquesta i els seus companys es lliuraven a diversos jocs i a 
més dir rahons,
desvarions
e maravelles
de cent novelles
e facècies,
filosofies
del gran Plató,
Tuli, Cató,
Dant, poesies
e tragedies...
Les cent novelles, segons Moll, poden ser tant les Cento novelle antiche del Novellino, com els cent contes del Decameró; però, diu, sembla segur que a l'anomenar les facècies es referia Roig a les de Poggio. Per tant, el Facetiarum Liber de ben segur que circulava per la València del segle xv, bé en còpies en llatí, bé en alguna traducció, total o parcial, al català.
Per altra banda, les recents investigacions a partir dels inventaris notarials (amb motiu d'herències, per exemple) de biblioteques barcelonines del segle xvi, ens mostra que el Facetiarum liber (lo Pogi, com se l'anomena en alguns d'aquests inventaris) estava molt difós a la capital del Principat, reflex del seu extraordinari èxit per tot Europa.

## Obres
Bracciolini escrigué les següents obres:
- Historia tripartita disceptativa convivalis (1450)
- Historia disceptativa de avaritia (1428-1429)
- Historia convivalis, uter alteri gratias debeat pro convivio, an qui vocatur, an qui vocat (1450)
- Historia convivalis, utra artium, medicinae an juris civilis praestet
- Historia convivalis, utrum priscis Romanis latina lingua omnibus communis fuerit, an alia quaedam doctorum virorum, alia plebis et vulgi
- De nobilitate liber disceptatorius (1440)
- De humanae conditionis miseria libri (1455)
- Asinus Luciani per Poggium e graeco in latinum versus
- Invectiva in Felicem, antipapam
- Invectivas in Franciscum Philelphum
- Invectivas in Laurentium Vallam
- Oratio in funere Cardinalis Florentini
- Oratio in funere Cardinalis S.Crucis
- Oratio in funere Nicolai Nicoli
- Oratio in funere Laurentii de Medicis'
- Oratio ad Nicolaum V Pontificem
- In lascive scribentes poetas
- Disceptatio pulchra super praestantia Scipionis Africani et C.Julii Caesaris
- De infelicitate principum dialogus (1440)
- Facetiarum liber

## Traduccions catalanes
- ¿Convé que un home vell es casi?, traducció de Susanna Allés Torrent i d'Ignasi Mascaró Pons. Martorell: Adesiara, 2020.[13]